# Cao Shuting
Cao Shuting (chinesisch 曹舒婷, Pinyin Cáo Shūtíng; * 28. Dezember 2000 in Tsingtao) ist eine chinesische Beachvolleyball- und ehemalige Volleyballspielerin.

## Karriere Halle
Die Universalspielerin stand ab 2020 für Shandong Rizhao Steel auf dem Spielfeld. Der Verein blieb in der Vorrundengruppe B der China National Championship in vier Begegnungen ungeschlagen, gewann anschließend das Viertelfinale gegen Fujian Anxi Tieguanyin und die Vorschlussrunde gegen Shanghai Bright Ubest. Sowohl in der Chinese League 2020/21 als auch bei den National Games belegte das Team den fünften Rang.

## Karriere Beach
Mit Li Zhaoxin war die in der Provinz Shandong geborene Sportlerin 2016 bei nationalen Veranstaltungen am Start, ohne beachtenswerte Ergebnisse zu erzielen. Eine Saison später erkämpfte sie mit Wang Jiaxi bei der U21-Asienmeisterschaft den fünften Platz. Danach begann eine zweijährige Zusammenarbeit mit Zeng Jinjin. Die beiden überstanden bei der U21-WM nach dem zweiten Rang im Pool auch die erste Hauptrunde, bevor sie im Achtelfinale an den späteren zweifachen Europameisterinnen und Olympiavierten Tīna Graudiņa / Anastasija Samoilova scheiterten. Im März 2018 standen die Chinesinnen im Endspiel der kontinentalen Meisterschaft der unter Neunzehnjährigen. Im gleichen Jahr belegten sie den geteilten neunten Platz beim Zwei-Sterne-Turnier in Jinjiang und beim Drei-Sterne-Event in Haiyang sowie bei den U19-Welttitelkämpfen. Ins Viertelfinale schafften sie es beim Zwei-Sterne-Wettbewerb in Zhongwei und ebenfalls bei den Olympischen Jugendspielen in Buenos Aires. Eine Saison später wurden Cao Shuting und ihre neue Partnerin Dong Jie Dritte bei den U21-Asienmeisterschaften. Danach konnten sie jedoch keine Top-Ten-Platzierung mehr erreichen.
Nach einer fast vierjährigen Pause und zwei Futures mit Xing Jiayi bildete Sh. T. Cao (Teamname bei der FIVB) gemeinsam mit Zhu Lingdi ein neues Team. Das Duo belegte gleich den vierten Platz beim gleichwertigen Wettbewerb auf Mallorca. Ihr sportlich wertvollster Erfolg gelang ihnen direkt danach beim Challenge in Haikou als sie nach überstandener Qualifikationsrunde und einer Niederlage im ersten Gruppenspiel alle Gegnerinnen vor dem Finale bezwangen und erst dort von den aktuell Weltranglistenersten (Stand: 20. Januar 2025) Carol/Bárbara gestoppt werden konnten. Anschließend überstanden die Asiatinnen noch drei Mal bei gleichen Veranstaltungen die Vorausscheidung, konnten jedoch im Hauptwettbewerb kein Spiel mehr gewinnen. Ihr bestes Ergebnis im Spieljahr 2024 erzielten sie im Juni, als sie als chinesische Nationalmannschaft gemeinsam mit einem anderen Beachpaar bei den AVC Continental Cup Finals erst im Endspiel den Japanerinnen unterlagen, die sich dadurch einen Platz bei den Olympischen Spielen in Paris erkämpften.